# Vlamster

De positie van vlamsterren en andere veranderlijke sterren in het Hertzsprung-Russelldiagram

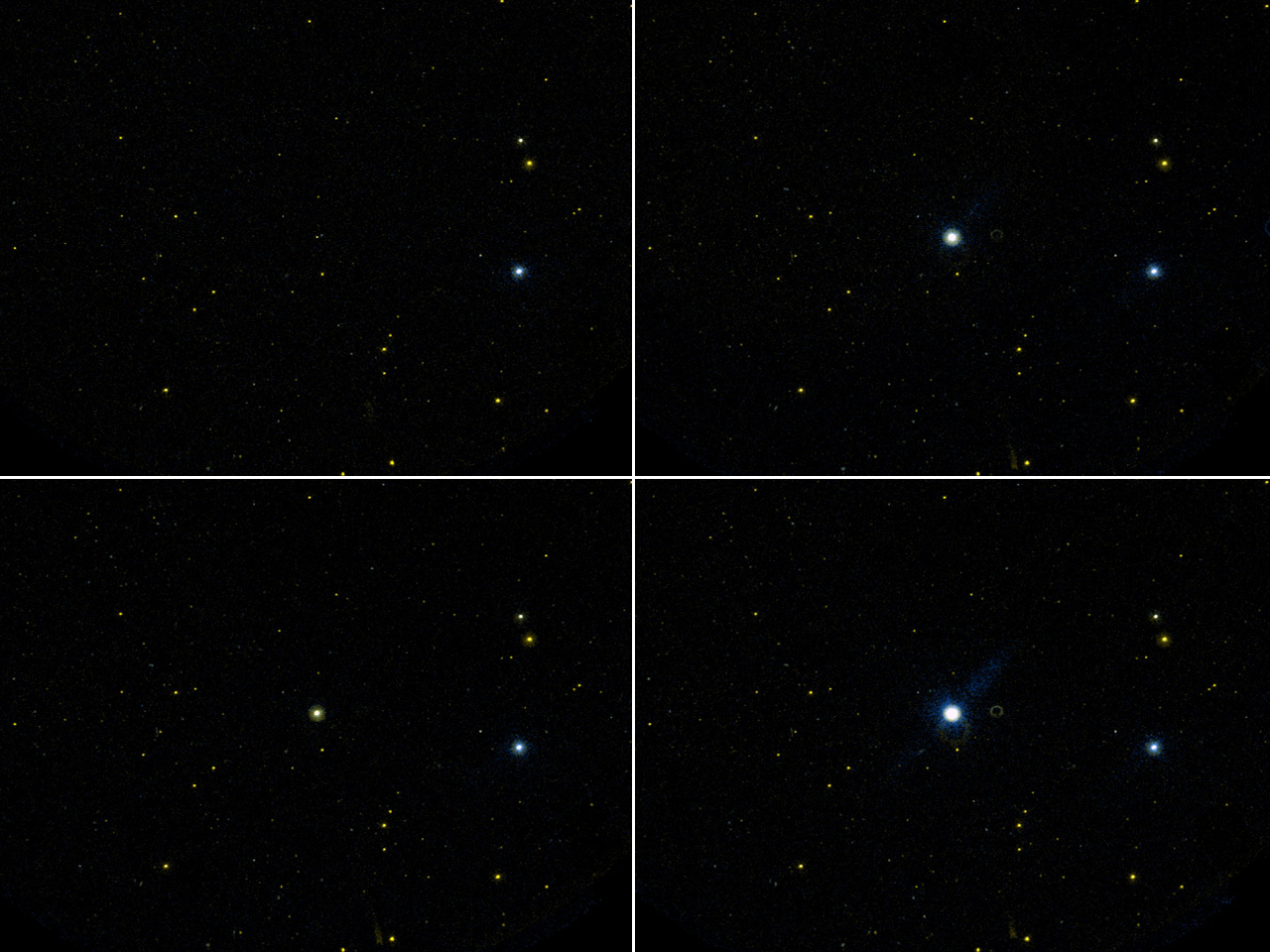
Een flare van de ster GJ 3685A waargenomen met de Galaxy Evolution Explorer (GALEX) op 24 april 2004

Een vlamster (ook Flare-ster of UV Ceti-veranderlijke genoemd) behoort tot de eruptieve veranderlijke sterren. Hun afkorting in de GCVS is UV. Deze sterren bevinden zich onderaan de hoofdreeks in het Hertzsprung-Russelldiagram en ze worden gekenmerkt door het optreden van flares - niet-periodieke uitbarstingen waarbij een grote hoeveelheid energie vrij komt. De meeste flares duren enkele minuten. 
Het prototype van deze sterren is Luyten 726-8 (UV Ceti) in het sterrenbeeld walvis waarvan de variabiliteit werd ontdekt door Joy en Humason in 1948 (later werden flares van deze ster op oudere platen gevonden).

## Eigenschappen van vlamsterren
De meeste vlamsterren hebben spectraalklasse K of M en hun spectra vertonen sterke emissielijnen van waterstof. Flares zijn echter ook gevonden in enkele bruine dwergen zoals LP 944-20.
UV Ceti-sterren behoren samen met RS Canum Venaticorum-sterren, BY Draconis-sterren , en FK Comae Berenices-sterren tot de magnetisch actieve sterren. Vlamsterren worden vaak in gebieden met actieve stervorming en in jonge open sterrenhopen gevonden. De magnetische activiteit van M-dwergen onderaan de hoofdreeks neemt met toename van hun leeftijd snel af. Het lijkt dat sterren met een spectraalklasse vroeger dan M5.5 net als de zon een periodische activiteit vertonen.

## Flares

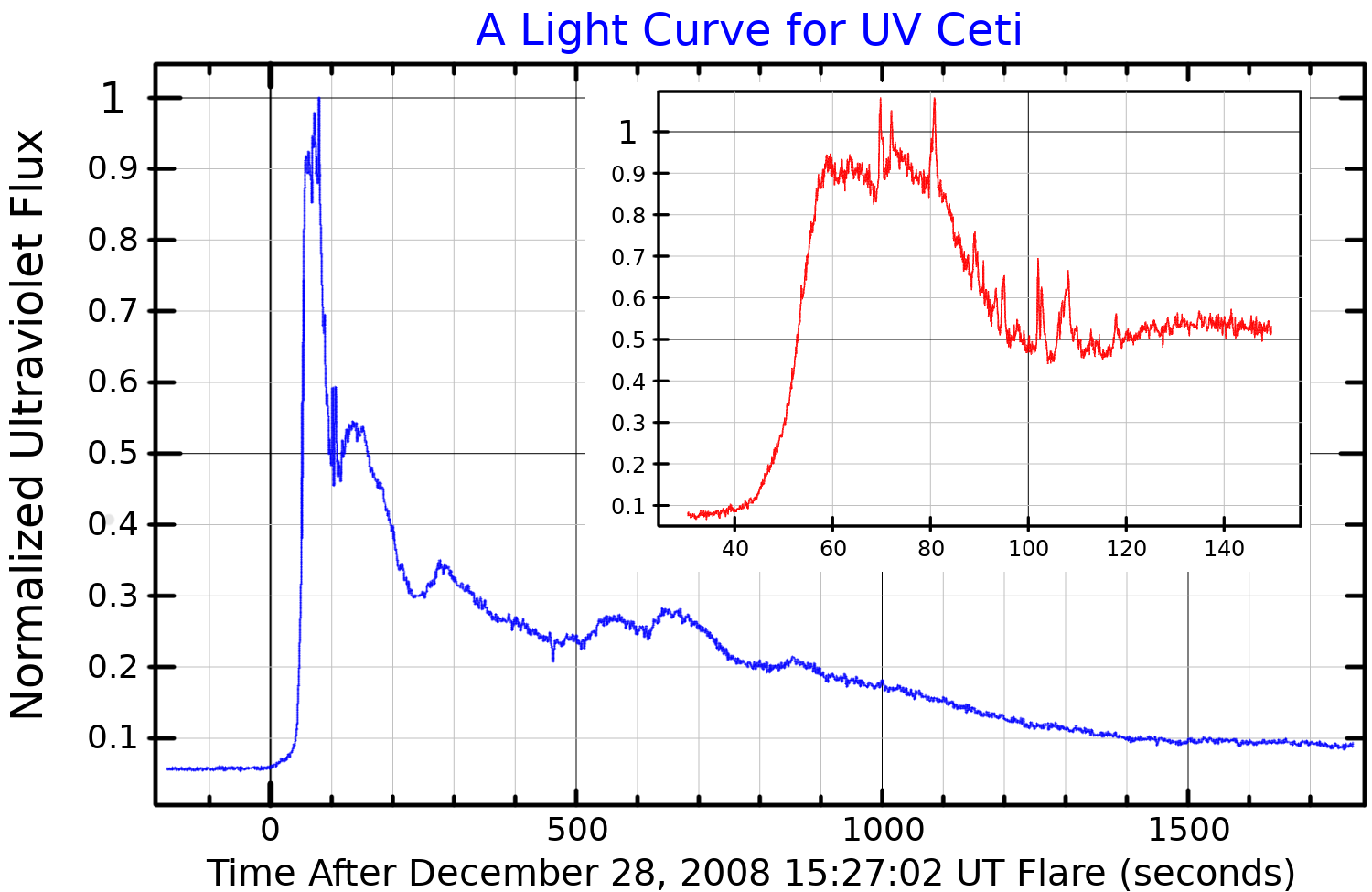
Lichtkromme van een flare van UV Ceti

Vlamsterren kunnen tot 1,2 flares per uur vertonen, waarbij de meeste flares zwak zijn. Tijdens een flare kan een ster tot 5 magnitudes helderder worden, waarbij het aantal flares logaritmisch afneemt met de amplitude van de flare. De helderheid van een flare neemt af van ultraviolette naar het infrarode golflengtes. Flares zijn waargenomen in röntgenstraling, radiostraling, ultraviolet en in zichtbaar licht.
Flares komen overeen met zonnevlammen wat betreft hun ontstaan en de hoeveelheid energie die daarbij vrijkomt. Omdat vlamsterren een grotere absolute magnitude hebben dan de zon (dus zwakker zijn), zijn de vlammen ook in wit licht waar te nemen. 
De lichtkromme van een klassieke flare vertoont een steile toename en een langzame exponentiële afname van de helderheid. Flares kunnen samenvallen met quasi-periodische pulsaties in de lichtkromme die tijdens en na de flare optreden. Deze pulsaties zijn ook bij de zon waargenomen en hun oorzaak is onbekend. 
Flares worden onderverdeeld in snelle en langzame erupties. Snelle flares zijn meer energetisch en hun verloop komt overeen met dat van röntgenflares op de zon. De langzame flares, die een veel kleinere amplitude hebben, vertonen een afwijkend verloop, waarbij de toename net zo lang duurt als de afname (meer dan 30 minuten). Complexe flares worden geïnterpreteerd als een combinatie van snelle en langzame flares.

## Oorzaak van flares
De oorzaak van de uitbarstingen is de kortsluiting van magnetische veldlijnen in de corona van de ster. De daarbij vrijgekomen energie versnelt deeltjes in de richting van de onder de corona liggende chromosfeer, die daar met dichtere materie botsen. Het plasma van de chromosfeer wordt daarbij verhit en met hoge snelheid in de corona geslingerd.
De magnetische activiteit is duidelijk sterker in dubbelsterren dan in sterren die niet tot een dubbelstersysteem behoren. Bij RS Canum Venaticorum-sterren, die massiever zijn dan de andere groepen  en altijd deel uitmaken van een dubbelstersysteem, worden de flares geïnduceerd door de begeleider die veroorzaakt dat het magneetveld verward raakt.
Er wordt vermoed dat snelle en langzame flares zich alleen onderscheiden door de positie van het actieve gebied op de ster. Dit gebied bevindt zich bij snelle flares op de ster aan de kant van de aarde. Daardoor is de interactie van de flare met het steroppervlak zichtbaar. Als het actieve gebied zich op de andere kant van de ster bevindt (niet zichtbaar vanaf de Aarde) kan alleen de wisselwerking van de versnelde elektronen met de bovenlagen van de chromosfeer en de corona waargenomen worden, die zichtbaar is als een langzame flare.

## Sterrevlekken
Op het oppervlak van UV-Ceti sterren bevinden zich sterrevlekken die lijken op zonnevlekken. Sterrevlekken zijn een gebied met lagere temperaturen (vergeleken met hun omgeving) dat ontstaat doordat door magnetische veldlijnen het energietransport van het binnenste van de ster naar de fotosfeer bemoeilijkt wordt. Sterren waarbij sterrevlekken fotometrisch waargenomen worden, worden ook BY Draconis-sterren genoemd. 
De magnetische activiteit in sterren is het gevolg van het energietransport door convectie in de buitenste lagen van de steratmosfeer, in combinatie met een differentiële rotatie. Dit leidt tot een beweging van het geïoniseerd plasma en de generatie van een globaal 
magneetveld in de ster.
Uit fotometrische waarnemingen van sterrevlekken kan de rotatieperiode van deze sterren afgeleid worden, die meestal enkele dagen bedraagt. Een vergelijking met de verdeling van de flares op deze sterren laat zien dat zich op UV Ceti sterren niet een enkel groot actief gebied bevindt. De flares gebeuren verspreid over het oppervlak en daarom bevinden zich op vlamsterren waarschijnlijk meerdere kleine actieve gebieden met sterrevlekken waarin magnetische kortsluitingen optreden.

## Voorbeelden van vlamsterren
- AD Leonis
- CN Leo (Wolf 359)
- EV Lacertae
- Luyten's Flare Star (UV Ceti=Luyten 726-8B)
- Proxima Centauri
- Ross 248
- Wachmann's Flare Star (V371 Orionis)
- YZ Ceti